# ماثيو أودول
ماثيو أودول (بالفرنسية: Matthieu Udol)‏ (20 مارس 1996 بمتز في فرنسا - ) هو لاعب كرة قدم فرنسي في مركز الظهير. لعب مع نادي ميتز ونادي سيراين.